# Клавдия Марцела Старша
Клавдия Марцела Старша (на латински: Claudia Marcella Maior; * ок. 43 пр.н.е.) е римска благородничка.

## Биография
Клавдия Марцела Старша е по-голямата от двете дъщери на Гай Клавдий Марцел и Октавия Младша, сестрата на император Август. Сестра е на Клавдия Марцела Младша и Марк Клавдий Марцел.
Двете сестри живеят от 39 до 37 пр.н.е. с Октавия и нейния нов съпруг Марк Антоний в Атина и се връщат с майка си през 37 пр.н.е. в Рим, където се възпитават от нея строго.
Клавдия Старша се омъжва през 28 пр.н.е. за приятеля на Август Марк Випсаний Агрипа и му ражда много деца: между другото Випсания, съпруга на оратора Квинт Хатерий.
През 21 пр.н.е. Август развежда Клавдия Марцела и Агрипа, понеже той трябва да се ожени за Юлия Старша, дъщерята на императора. Тогава Клавдия Марцела се омъжва за Юл Антоний, младият син на триумвир Марк Антоний и неговата трета жена Фулвия. Децата на Клавдия Марцела от този втори брак са синовете Луций Антоний и Юл Антоний и дъщерята Юла Антония.
Юлий Антоний изневерява на Клавдия Марцела с братовчедката ѝ Юлия Старша.